# Fortuné Renouard
Fortuné, Jean, Pierre, Libre Renouard est un homme politique français né le 5 mars 1792 à Mende (Lozère) et mort le 24 juin 1884 à Mende.

## Biographie
Fils d'un ancien engagé aux gardes-françaises qui fut ensuite greffier du tribunal civil de Mende, il a exercé la fonction d'avoué au sein du barreau de Mende à partir de 1816. Il est devenu secrétaire général de la préfecture de la Lozère en 1830, puis avocat à Mende en 1832. Il a exercé les fonctions de bâtonnier (1836-1849), et de conseiller de préfecture, à partir de 1834. Il a aussi reçu la Légion d'Honneur, en 1841.
Il a été élu député de la Lozère à l'Assemblée constituante de la IIè République, le 23 août 1848, siégeant à droite par 8 216 voix (32 651 votants, 38 359 inscrits). Durant cette période, il est notamment connu pour avoir voté pour le rétablissement du cautionnement et de la contrainte par corps, pour les poursuites contre Louis Blanc et Marc Caussidière, contre l'abolition de la peine de mort, contre l'amendement Grévy, contre la réduction de l'impôt du sel, pour la proposition Rateau, contre l'amnistie, ainsi que pour l'interdiction des clubs. Il a été porté absent par congé à partir de la fin du mois de mars 1849.
Il a été réélu lors des élections législatives du 13 mai 1849, le 1er en nombre de voix sur les trois députés élus, par 12 961 voix (27 377 votants, 39 551 inscrits), avec Justin Jaffard et Théophile Roussel. 
Peu avant le coup d'État du 2 décembre 1851, il a soutenu le parti de l'Elysée, et a applaudi lors de sa survenance. 
En 1852, il a été nommé membre de la Commission consultative, et est entré au Corps législatif, le 29 février, en tant que candidat officiel sans concurrent et élu de la circonscription unique de la Lozère en ayant réuni 24 359 voix (24 753 votants, 40 130 inscrits). Il a cependant démissionné, la même année, pour raison de santé, pour être nommé président du tribunal de Mende.
Membre du conseil général de la Lozère (1853), il a présidé ce conseil jusqu'en 1860. 
Le 29 septembre 1862, M. Renouard fut admis à la retraite comme magistrat, avec le titre de président honoraire du tribunal de Mende. Il a aussi été nommé officier d'académie, en 1867.

## Détail des fonctions et des mandats
Carrière:
1816 - 1830: Avoué au tribunal de Mende
1830 - 1832: Secrétaire général de la préfecture de la Lozère
1832 - 1839: Bâtonnier du barreau de Mende
1834: Nomination en tant que conseiller de préfecture
29 septembre 1862 - 24 juin 1884: Président honoraire du tribunal de Mende.
Mandats:
23 avril 1848 - 26 mai 1849: Député de la Lozère
13 mai 1849 - 2 décembre 1851: Député de la Lozère
29 février 1852 - 30 mars 1852: Député de  la Lozère
1853 - 1860: Conseiller général et président du conseil général de la Lozère.